# Alex Gopher
Alex Gopher, cuyo nombre verdadero es Alexis Latrobe, es un DJ francés que compone música electrónica y house.

## Biografía
Alex Gopher debuta en la escena francesa con el grupo Orange formado por sus amigos del instituto. El grupo estaba compuesto por Xavier Jamaux (Ollano y Bang Bang) y los futuros miembros del grupo Air. Tras la desaparición del grupo, Alex se convierte en ingeniero de sonido en el estudio Translab (especializado en el mastering) y participa en 1994 en la creación del sello Solid junto a Pierre-Michel Levallois y Étienne de Crécy (al que conoció en el instituto Jules-Ferry de Versailles). De ahí surge el llamado "French Touch" en la música electrónica. Ese mismo año saca su primer EP, el Gopher EP, compuesto de cinco títulos, y colabora con Étienne de Crécy y Air en sus proyectos futuros. Hace remixes para artistas tan diversos como Teri Moïse, Bob Sinclar, Jean-Louis Aubert o Zazie. 
Después de varios EP, saca su primer álbum en 1999 : You, My Baby and I, disco que combina música house y funk. El tema The Child, con un sampling de Billie Holiday ("God Bless The Child"), se convierte en un clásico del género gracias al vídeo realizado por H5. El tema sintetiza lo que es el "sonido Gopher". Todas las influencias de Gopher se encuentran ahí : el Charley al aire típico de la house, el bajo funky, Billie Holiday para el aspecto jazz y la escritura pop de la canción.

## Discografía

### EP
- 1994 : Gopher EP (Solid)
- 1996 : Est-ce Une Gopher Party Baby ? (Solid)
- 1997 : Gordini Mix (Solid)
- 1998 : You, My Baby and I (Solid)
- 1999 : Party People (Solid)
- 1999 : The Child (Solid)
- 1999 : Time (Solid)
- 2001 : Wuz - Wuz EP1 (Solid)
- 2001 : Wuz - Wuz EP2 (Solid)
- 2001 : Wuz - Wuz EP3 (Solid)
- 2005 : I Need Change/Dust (BTK)
- 2006 : Spam (PIAS)
- 2006 : Motorcycle (Kitsuné)
- 2006 : Brain Leech (GO 4 MUSIC)
- 2008 : Aurora EP (GO 4 MUSIC)
- 2008 : Belmondo EP (GO 4 MUSIC)
- 2008 : Aurora Vol.2 EP (GO 4 MUSIC)
- 2009 : Handguns EP (GO 4 MUSIC)
- 2011 : Invasion/Virages EP (GO 4 MUSIC)
- 2012 : Hello Inc. EP (GO 4 MUSIC)
- 2013 : No Drop EP (GO 4 MUSIC)
- 2016 : Back to Basics - EP (GO 4 MUSIC)[1]

### Álbumes
- 1999 : You, My Baby and I (Solid)
- 2002 : Wuz - Alex Gopher with Demon presents Wuz (Solid)
- 2007 : Alex Gopher (GO 4 MUSIC)
- 2009 : My New Remixes (Compilation) (GO 4 MUSIC)
- 2012 : Motorway (BO) (GO 4 MUSIC/Bang Bang & Beats)

### Remixes
- 1996 : Teri Moïse - Les Poèmes De Michelle (Big Mix by Alex Gopher) (Source/Virgin Records)
- 1997 : Jean-Louis Aubert - Océan (Alex Gopher remix) (Virgin Records)
- 1998 : Bang Bang - Hi Love (Alex Gopher Higher Love Dub Mix) (Naive)
- 1998 : Bob Sinclar - Ultimate Funk (Alex Gopher Remix) (Yellow/Mercury Records)
- 1998 : Zazie - Tout Le Monde (Alex Gopher mix) (Mercury Records/Universal)
- 1998 : Étienne de Crécy - Prix Choc (Alex Gopher Free Tax Mix) (Solid/PIAS/V2 Music)
- 1998 : Soniq - Minkey Part.1 (Alex Gopher Remix) (Scenario Rock)
- 1998 : Sander Kleinenberg - For Your Love (Alexs Gopher's For Your Daddy Mix) (Barclay Records)
- 1999 : Grand Turism - Into The Music (Alex Gopher Mix) (Atmosphériques)
- 1999 : Mozesli - Love & Slackness (Alex Gopher Remix) (Source/Virgin Records)
- 1999 : Sly & Robbie - Superthruster (Alex Gopher remix) (Palm Pictures)
- 1999 : Nightmares On Wax - Finer (Alex Gopher Edit) (Warp Records)
- 1999 : The Dysfunctional Psychedelic Waltons - All Over My Face (Alex Gopher Steel Mix) (Virgin Records)
- 2000 : Mr Oizo - Last Night A Dj Killed My Dog (Chien De Fusil Mix By Alex Gopher) (F Communications)
- 2000 : Roy Davis Jr. - Join His Kingdom (Alex Gopher Remix) (20000ST)
- 2000 : Vanessa Paradis - Commando (Nighttime Mix by Alex Gopher) (Barclay Records)
- 2000 : Vanessa Paradis - Commando (Daytime Mix by Alex Gopher) (Barclay Records)
- 2001 : Mr Learn - Off Part.2 (Alex Gopher Remix) (Solid)
- 2001 : Joe Zas - Jojoba (Wuz remix by Alex Gopher) (Le Pamplemousse Records)
- 2001 : Jamiroquai - Black Capricorn Day (Alex Gopher White Nights Remix) (Sony Music)
- 2001 : Les Négresses Vertes - Spank (Alex Gopher Remix) (Virgin Records)
- 2001 : Étienne de Crécy - No Name (Wuz Remix By Alex Gopher) (Solid/V2 Music/XL)
- 2001 : Erik Truffaz - Bending New Corners (Alex Gopher Remix) (Blue Note Records)
- 2001 : Modjo - No More Tears (Wuz Mix By Alex Gopher) (Barclay Records)
- 2002 : Alex Gopher & Demon - Use Me (Wuz Remix By Alex Gopher) (Solid/V2 Music)
- 2002 : Bootsy Collins - Play With Boosty (Alex Gopher Remix) (East West Records)
- 2004 : Kraftwerk - Aerodynamik (Alex Gopher & Etienne De Crecy Dynamik Mix) (Astralwerks)
- 2005 : Benassi Bros. - Make Me Feel (Superdiscount Remix) (Submental Records)
- 2005 : Axelle Red – J’ai Fait Un Rêve (The Alf & Alex Gopher Mix) (EMI)
- 2006 : Who Made Who – Out The Door (Superdiscount remix) (Gomma)
- 2007 : Tocadisco - Better Begin (Alex Gopher remix) (Superstar Records)
- 2007 : The Freelance Hellraiser – We Don’t Belong (Alex Gopher remix) (RCA Records)
- 2007 : Fischerspooner - The Best Revenge (Alex Gopher Retaliation remix) (Kitsuné)
- 2008 : Dada Life - Your Favourite Flu (Alex Gopher Remix) (U-Boot)
- 2008 : Ladyhawke - Paris Is Burning (Alex Gopher Remix) (Modular Recordings)
- 2008 : autoKratz - Stay The Same (Alex Gopher Remix) (Kitsuné)
- 2008 : Sharam Jey & Loulou Players ft. Princess Superstar - Monday Morning (Alex Gopher Remix) (King Kong Records)
- 2008 : Shinichi Osawa - Push (Alex Gopher Remix) (Avex)
- 2009 : Benny Benassi VS David Bowie - DJ (Alex Gopher Remix) (d:vision)
- 2009 : Dada Life - Happy Hands & Happy Feet (Alex Gopher Remix) (News)
- 2009 : Beni - Fringe element (Alex Gopher Remix))
- 2009 : The Aston Shuffle - Do you want more?' (Alex Gopher Remix) (Hussle)
- 2009 : Dre Skull - I Want You' (Alex Gopher Remix) (Mixpak Recs)
- 2009 : Kid Sister - Get Fresh (Alex Gopher Remix) (Fools Gold)
- 2009 : The Subs - My Punk (is funk Alex Gopher Remix) (Lektroluv)
- 2009 : Disco Trash Music - Neon Disco' (Alex Gopher Red & Black Remixes) (Freakz Me Out Recs)
- 2009 : In The Club - She's A Man (Alex Gopher Remix) (Temps d'Avance)
- 2009 : IAM - Ça Vient De La Rue (Alex Gopher Remix) (Universal)
- 2009 : Shameboy - Rechoque (Alex Gopher Remix) (Happy Few)
- 2010 : Flairs - Trucker's Delight (Alex Gopher Remix) (Third Side Records)
- 2010 : Mason Ft. DMC & Sam Sparro - Corrected (Alex Gopher Remix)
- 2010 : Pablo Decoder - Echoes In My Head (Alex Gopher Remix) (Go4Music)
- 2010 : Sovgner - Breathless (Alex Gopher Remix) (Go4Music)
- 2011 : Pacific - Unspoken (Alex Gopher & Pierrick Devin Remix) (Vulture)
- 2011 : Etienne de Crecy - No Brain (Alex Gopher & Pierrick Devin Remix) (Pixadelic)
- 2011 : autokratz - Becoming The Wraith (Alex Gopher Day & Night Remix)
- 2011 : Light Years - PSA (Alex Gopher Remix) (Bang Gang)
- 2011 : Alb - Golden Chains (Alex Gopher Remix) (Rouge et Or Musique)
- 2011 : Punks Jump Up - Get Down (Alex Gopher Remix) (Punks Jump Up)
- 2012 : The Popopopops - My Mind Is Old (Alex Gopher Remix) (ZRP)
- 2013 : Phoenix - Chloroform (Gopher & Devin Remix) (Loyauté)

### Colaboraciones

#### EP
- 1996 : Super Discount - ¥ (Solid)
- 2015 : Super Discount 3 - Smile (Pixadelic)

#### Singles
- 1996 : Super Disco et Destockage massif sur l'album d'Étienne de Crécy Super Discount (Solid)
- 2004 : Fast Track et Overnet sur l'album d'Étienne de Crécy Super Discount 2 (Solid)
- 2009 : Ash Sync par Air, Alex Gopher & Étienne de Crécy sur vinyle collector joint au livre This is the end cover art by H5, éditions B42
- 2013 : Body Memory sur l'album de The Subs (Elktroluvrecords)